# Assignatures de Hogwarts
El Col·legi Hogwarts de Màgia i Bruixeria és una escola fictícia, escenari principal de la saga de novel·les Harry Potter, escrites per la J. K. Rowling. Hi ha diversos professors, cadascun especialitzat en una determinada assignatura. Algunes assignatures són obligatòries, mentre que d'altres són opcionals. S'obliga als estudiants a triar almenys dues assignatures opcionals al seu pla d'estudis en començar el tercer curs. Després de fer els exàmens GNOM al final del cinquè any, poden decidir quines classes continuar en el nivell MAG pels següents dos anys a l'escola.

## Assignatures obligatòries
Aquestes són les matèries obligatòries que tots els estudiants han de fer fins al nivell GNOM:

### Transfiguració
L'art de la metamorfosi, Transfiguració és l'art de canviar la forma i aparença d'un objecte. Això s'assoleix mitjançant concentració, el moviment precís de la vareta i la pronunciació correcta del sortilegi. Transfiguració s'ensenya des del primer any fins al cinquè, amb l'opció d'un curs MAG en els anys sisè i setè.
A la segona pel·lícula, (Harry Potter i la cambra secreta) la professora McGonagall els ensenya un sortilegi per transformar animals en calzes d'aigua, que han de fer donant tres cops a l'animal i dient: Feraberto. Tanmateix, això no surt al llibre, de manera que no s'hauria de donar per vàlid, llevat que la J.K. Rowling els hagués dit que ho posessin.
L'Albus Dumbledore era professor de Transfiguració abans d'assumir el càrrec de director. La professora de Transfiguració més recent va ser la Minerva McGonagall.

### Defensa Contra les Forces del Mal
L'ensenyament de variades tècniques per a contrarestar les Forces del Mal, i les criatures d'aquest tipus. Defensa Contra les Forces del Mal s'ensenya des del primer any fins al cinquè, amb l'opció d'un curs MAG en els anys sisè i setè.
Des que va entrar a Hogwarts com a professor, en Severus Snape sempre va voler ensenyar Defensa Contra les Forces del Mal. En Dumbledore no li va permetre tenir el càrrec, en canvi, el va posar com a professor de Pocions, mentre, any rere any, els professors de Defensa Contra les Forces del Mal anaven abandonant el lloc (i l'escola), l'Snape tornava a demanar el càrrec, sent les seves peticions constantment denegades, possiblement a causa de la seva prèvia associació amb Lord Voldemort. Quan li van preguntar per la raó per la qual en Dumbledore no li donava aquest treball a l'Snape, la J.K. Rowling va respondre que "en Dumbledore creu que ensenyar Defensa Contra les Forces del Mal mostraria el pitjor costat de l'Snape".
En Tod Rodlel/Lord Voldemort també es presentà dues vegades per obtenir la plaça. Va ser negat en totes dues. D'acord amb en Dumbledore, des de la segona vegada, cap professor de Defensa Contra les Forces del Mal va estar a Hogwarts més d'un any. Això va afectar molt als estudiants, ja que la forma d'ensenyar aquesta assignatura varia segons el professor, i podia ser que un professor els hagués posat molt bona nota i el següent mirés el que havien fet, i els posés molt mala nota perquè segons ell, ho feien fatal.
Quan en Harry Potter va ingressar a Hogwarts, es creia que aquest càrrec estava maleït. En Gilbert Decors va ser l'únic que es va presentar per a reemplaçar a enQuirinius Quirrell. Tres anys més tard, la creença de la maledicció es va estendre en tan grans proporcions que en Dumbledore no va poder trobar un altre professor, i la Conselleria d'Afers Màgics es va ocupar de posar a la Dolors Umbridge al càrrec. Una vegada que la Umbridge va ser retirada, en Dumbledore finalment li va donar a l'Snape el càrrec que tant desitjava. L'Snape no va ser una excepció a la maledicció: va haver de fugir de Hogwarts després d'assassinar en Dumbledore, deixant el lloc de Defensa Contra les Forces del Mal lliure una vegada més.
En cadascun dels primers sis llibres de la saga, l'actual professor Defensa Contra les Forces del Mal té un gran protagonisme en la trama. Al final de cada llibre és o reemplaçat, o obligat a renunciar, o assassinat, o una altra causa per la qual ha d'abandonar Hogwarts.

#### Llista de professors de Defensa Contra les Forces del Mal
- Galatea Merrythought

Era professora uns cinquanta anys abans que ingressés en Harry. Després de cinquanta anys al lloc, es va retirar, i en Tod Rodlel va intentar aconseguir el treball.
Merrythought significa en anglès "pensaments feliços".
- Quirinus Quirrell (Harry Potter i la pedra filosofal)

Abans de Harry Potter i la pedra filosofal, en Quirrell s'havia pres un any sabàtic per a recórrer Europa. En un dels seus viatges és trobat i posseït per en Lord Voldemort. Aquest li ordena robar la Pedra Filosofal i matar a en Harry en un partit de quidditch. Va morir en el primer curs d'en Harry a Hogwarts; després que en Voldemort abandonés el seu cos cremat pel contacte amb el noi, protegit per un encanteri conjurat per la seva mare abans de morir. Abans havia estat professor de Muggleologia.
- Gilbert Decors (Harry Potter i la cambra secreta)

En Decors basava l'èxit dels seus llibres a descriure fites realitzades per altres mags, a les quals deia que ho havia fet ell, després d'esborrar les ments dels veritables herois. Va ser l'únic que va acceptar el lloc. L'ocupació de la plaça de Decors va finalitzar quan va ser afectat pel seu propi encanteri desmemoritzant, que li havia rebotat (a causa de la vareta d'en Ron) i va ser enviat a l'Hospital de lesions màgiques de San Mungo amb amnèsia.
- Remus Llopin (Harry Potter i el pres d'Azkaban)

En Llopin va ser contractat per en Dumbledore. Va ser amic d'en Sirius Black, en James Potter i en Ben Babbaw. A causa de la seva relació amb en Black va haver d'acceptar acusacions d'haver-lo ajudat i deixar-lo entrar al castell. Enmig de revelacions que ell era un home llop es va veure obligat a abandonar el lloc. En Severus Snape el va reemplaçar almenys en una classe durant l'any. Segons els alumnes: "És el millor professor de Defensa contra les Forces del Mal que hem tingut". És membre de l'Orde del Fènix.
- Alastor Murri (Harry Potter i el calze de foc)

De fet era l'impostor Bartemius Crouch Júnior disfressat, que tenia en captivitat al veritable Alastor Murri i usava la poció de la mutació per a tenir la seva aparença. Aquest s'infiltra a Hogwarts per a preparar la trobada d'en Harry i en Voldemort, que permet que aquest últim recuperi el seu cos. En ser descobert, se sotmès al Petó del Demèntor i enterrat al jardí davanter de la Cabanya d'en Hagrid.
- Dolors Umbridge (Harry Potter i l'orde del Fènix)

Va ser enviada per la Conselleria d'Afers Màgics, perquè en Dumbledore no va poder trobar a ningú interessat al càrrec. Mentre la Umbridge ocupava la plaça, en Harry Potter va educar clandestinament a seguidors a l'Exèrcit d'en Dumbledore, un club secret dedicat a entrenar en la part pràctica de les Forces del Mal, que la Umbridge s'havia negat a ensenyar. Ella insistia que aprenguessin només la teoria. Va deixar la seva plaça Hogwarts després que una banda de centaures l'atrapés. Va dictar un gran nombre de Decrets Educacionals i va ser Inquisidora de Hogwarts i després Directora del Col·legi.
- Severus Snape (Harry Potter i el misteri del Príncep)

L'Snape sempre va voler el treball, i mai va poder aconseguir-lo. Finalment l'obté en el sisè curs d'en Harry a Hogwarts. Va fugir de l'escola després de matar a l'Albus Dumbledore.
- Amycus Carrow (Harry Potter i les relíquies de la Mort)

L'Amycus és l'encarregat d'ensenyar Defensa Contra les Forces del Mal en el setè llibre. Segons en Neville, l'Amycus el que ensenya és Forces del Mal, ja que obliga als alumnes a llançar el Malefici Imperatiu sobre altres castigats. Juntament amb la seva germana Alecto és enviada per en Voldemort a Hogwarts; en aquests moments sota l'adreça de l'Snape.

### Encanteris
El moviment i la manipulació d'objectes mitjançant el correcte agitament de la vareta i la pronunciació de l'encanteri correcte. A més també és l'acte d'encantar a alguna cosa o algú. Aquesta classe és una de les més sorolloses; es produeix molt xivarri quan els estudiants practiquen els sortilegis. Encanteris s'ensenya des del primer any al cinquè, amb l'opció d'un curs MAG en els anys sisè i setè.
En Filius Flitwick és l'actual professor d'Encanteris. La J. K. Rowling va dir que si hagués de triar ensenyar una matèria a Hogwarts, ensenyaria Encanteris. En Flitwick, encara que no ho sembli, és un dels professors més poderosos i savis de Hogwarts. Té molt poder i va ajudar molt a en Dumbledore a derrotar a en Voldemort.

### Pocions
L'art de crear pocions amb efectes màgics. Aquest procés és molt delicat i les instruccions han de ser seguides tal com estan escrites per a poder aconseguir el resultat desitjat. Pocions s'ensenya des del primer any al cinquè, amb l'opció d'un curs MAG en els anys sisè i setè.
En Severus Snape va ser el professor de Pocions des dels llibres un al cinc. És molt cridaner i pel que sembla és bo i dolent, ja que mentre crèiem que qui volia matar en Harry en el partit de quidditch era ell en realitat qui ho va fer va ser en Quirrell, encara que durant tot aquest temps va anhelar el lloc de Defensa Contra les Forces del Mal. Encara que va ser un mestre excepcional, no era el disciplinari més just: cada vegada que podia s'ocupava d'humiliar a alguns estudiants com en Neville Longbottom (per la seva poca habilitat en la creació de pocions) i en Harry Potter (per raons personals amb el pare d'aquest). Als Slytherin, estudiants de la seva residència, normalment els agradaven les seves classes, mentre que els d'altres residències acabaven intimidats o enfadats. Només acceptava estudiants amb nota Excel·lent en els GNOM, per als seus cursos de MAG.
Un professor de Pocions anterior a l'Snape va ser l'Horaci Llagot. En Llagot va mantenir la seva plaça durant un període llarg; els seus estudiants van incloure a en Tod Rodlel/Lord Voldemort, en James Potter, la Lily Evans, en Sirius Black, en Ben Babbaw i el mateix Snape. Quan l'Snape va assumir el lloc de professor de Defensa Contra les Forces del Mal, Llagot va ser persuadit a tornar a agafar la seva antiga professió. En Llagot mostra favoritisme a aquells que són famosos o mostren potencial per a la fama o que estan relacionats amb la gent famosa; no obstant això, tendeix a distanciar-se d'aquells que tenen alguna cosa a veure amb els Cavallers de la Mort. És molt probable que en Llagot mantingui el seu càrrec de mestre de Pocions, i probablement també continuï sent Cap de la residència de Slytherin. (La McGonagall el va fer càrrec del seu antic càrrec després de la Batalla de Hogwarts). La Minerva McGonagall li diu a en Harry a Harry Potter i l'orde del Fènix que Pocions és una assignatura important per a tenir en el nivell MAG si ell vol convertir-se en un auror.

### Astronomia
Astronomia a Hogwarts sembla estar molt lligada a la nomenclatura, que la fa similar a l'astrologia. Les activitats conegudes dels estudiants inclouen l'aprenentatge dels noms de les estrelles, constel·lacions i planetes, com també les seves ubicacions i moviments. Les classes d'Astronomia es dicten els dimecres a la torre més alta del castell. Astronomia s'ensenya des del primer any al cinquè, amb l'opció d'un curs MAG en els anys sisè i setè.
L'Aurora Sinistra és l'actual professora d'Astronomia.

### Història de la Màgia
L'estudi de la màgia a través dels temps. Història de la Màgia s'ensenya des del primer any al cinquè, amb l'opció d'un curs MAG en els anys sisè i setè.
L'actual mestre d'Història de la Màgia, el professor Binns, no és molt bo en el seu càrrec. És l'únic mestre fantasma; alguns diuen que mai es va adonar que està mort, només es va aixecar un dia en l'oficina del personal, deixant el seu cos enrere. Les seves classes són extremadament avorrides i llegeix sense parar els seus apunts.

### Botànica
L'estudi de les plantes màgiques (com la mandràgora), i com cuidar-les, utilitzar-les o combatre-les. La classe de Botànica es dicta als hivernacles, situats en els terrenys de Hogwarts. Hi ha diversos hivernacles diferents, cadascun amb plantes de perillositat diferent. Botànica s'ensenya des del primer any al cinquè, amb l'opció d'un curs MAG en els anys sisè i setè.
La Pomona Coliflor va ser la professora de Botànica quan en Harry Potter estudiava a Hogwarts (i alguns anys més).
Botànica és, a més, l'única matèria en la qual es destaca en Neville Longbottom. Ara en Neville és el professor de Botànica (Epílog del setè llibre).

## Assignatures opcionals
Un estudiant ha de triar almenys dues assignatures opcionals en el seu tercer any. Després les pot continuar o abandonar en els nivells GNOM o MAG.

### Magimàtica
Una branca de la màgia que tracta sobre les propietats màgiques dels nombres. Ni en Harry Potter ni en Ron Weasley tenen aquestes classes, encara que aquesta és l'assignatura favorita de l'Hermione Granger. Magimàtica és l'ús de noms i nombres per a parlar sobre el caràcter i el futur o destí d'una persona. L'única informació que es dona és que l'assignatura és molt difícil (per tant atractiva per a l'Hermione) i amb els mateixos horaris que les lliçons de Futurologia. Una assignatura opcional, s'ensenya des del tercer any al setè. La Professora Septima Vector és l'actual professora de Magimàtica. Està relacionada amb les matemàtiques, la física i l'aritmètica.

### Runes Antigues
Una assignatura, majoritàriament teòrica, que estudia els textos de les Runes Antigues i els llenguatges de la màgia. L'Hermione Granger estudia aquesta matèria tant per als GNOM com per als MAG.
Una assignatura opcional, s'ensenya des del tercer any al setè. La professora és Bathsheba Babbling.

### Futurologia
La Futurologia és l'art de la predicció del futur, el desxifrar un enigma o descobrir fets amagats. S'inclouen variats mètodes, incloent les boles de cristall, quiromància, fulles de te, Cartomància (que abasta la lectura de cartes de joc i el Tarot) i la interpretació dels somnis.
Els que estan d'acord amb l'assignatura són molt pocs comparats amb els opositors, que diuen que és extremadament irrellevant i fraudulenta. Aquests inclouen a la Minerva McGonagall i l'Hermione Granger. L'Albus Dumbledore va considerar eliminar Futurologia de Hogwarts, però va canviar d'idea després d'una entrevista amb la Sibil·la Trelawney. Una assignatura opcional, s'ensenya des del tercer any al setè.

Els actuals professors de Futurologia són la Sibil·la Trelawney i en Firenze. Quan la Dolors Umbridge va acomiadar a la Trelawney a Harry Potter i l'orde del Fènix, va ser reemplaçada pel centaure Firenze. En el sisè llibre, en Dumbledore permet tant a en Firenze com a la Trelawney treballar a Hogwarts, compartint les classes, una idea amb la qual la Trelawney no està molt d'acord.
En Dumbledore va acceptar a la Sibil·la perquè en la seva entrevista va fer una profecia sobre en Harry Potter i en Lord Voldemort.

### Criança de Criatures Màgiques
Criança de Criatures Màgiques tracta sobre la cura de les bèsties màgiques. Les classes es dicten a fora del castell. Una assignatura opcional, s'ensenya des del tercer any al setè.

Entre el segon i el tercer any d'en Harry en l'escola, la mestra de Criança de Criatures Màgiques, la Professora Kettleburn, es retira per a gaudir del seu temps lliure amb els seus membres restants. En Dumbledore li dona a en Rubeus Hagrid, el guardabosc del castell, el càrrec de professor de Criança de Criatures Màgiques. Durant les dues absències d'en Hagrid; una després que li revelés a l'Olympe Maxime la seva condició de semi-gegant, l'altra quan estava en una missió especial; la professora Wilhelmina Grubbly-Plank el va reemplaçar. En Hagrid és bastant inexpert, però està aprenent ràpidament -el seu problema principal és una inhabilitat per a comprendre el concepte d'un "monstre terriblement perillós"-.

### Muggleologia
Consisteix en l'estudi dels muggles, la gent no màgica, que inclou l'escriure assajos amb títols com Per què els muggles necessiten electricitat. Muggleologia és considerat una opció de molt baixa importància, però en Percy Weasley creu que és necessari per a un mag entendre a la comunitat no màgica, especialment si es treballa prop d'ells. L'Ernie Macmillan i l'Hermione Granger són els dos únics alumnes de l'any d'en Harry que la trien. L'Hermione la va triar, malgrat conèixer moltíssim als muggles, ja que tota la seva família és no màgica (va dir que volia veure com els mags veuen als muggles), però va abandonar l'assignatura durant el tercer any a causa del seu molt estret horari. Una assignatura opcional, s'ensenya des del tercer any al setè.
Aquesta assignatura és de la qual s'encarrega la Charity Burbage, fins que és segrestada i assassinada per en Lord Voldemort (per escriure una extensa carta al Profeta sobre el perquè està bé que els de sang pura es relacionin amb Muggles). Des d'aquest moment, l'Alecto Carrow s'ocupa d'aquesta assignatura, fins a la nit de la mort i caiguda d'en Lord Voldemort i el seu règim.

### Sisena Assignatura Opcional
Ha d'haver-hi almenys una assignatura opcional més que mai va ser esmentada, perquè l'Hermione va rebre onze GNOMS i havia abandonat dues de les cinc assignatures opcionals conegudes.
Però sembla que en el sisè llibre (Harry Potter i el misteri del Príncep), hi havia un error. La J.K. Rowling s'ha encarregat recentment de rectificar que l'Hermione només donava 10 assignatures a Hogwarts, amb la qual cosa, en els seus GNOM va rebre 9 Excel·lents i un Notable. Aquest error sortirà corregit en les següents edicions del sisè llibre.

## Altres assignatures
Assignatures extres, fora dels plans d'estudi comuns, o que no entren en alguna de les categories anteriors.

### Oclumència
La Oclumència és l'art de protegir els propis pensaments davant la intrusió d'un altre mag. La seva contrapart és la Legeremància, l'habilitat d'extreure els records i pensaments de la ment d'una altra persona. Aquesta assignatura no és part del pla d'estudis normal. Va ser impartida per en Severus Snape a instàncies d'en Dumbledore a "Harry Potter i l'Orde del Fènix" només perquè en Harry aprengués a ocultar la seva ment a en Lord Voldemort.
A Harry Potter i l'orde del Fènix, l'Albus Dumbledore fa que en Harry estudiï Oclumència amb el professor Severus Snape, que és un dels majors especialistes en la matèria (juntament amb el mateix Dumbledore). La importància d'això es descobreix més tard, ja que, a causa de la seva cicatriu, en Harry està lligat misteriosament a la ment d'en Lord Voldemort. No obstant això, aquestes classes són un desastre, bé sigui per la falta d'aptitud d'en Harry en aquesta matèria concreta, o per l'aversió que li inspira l'Snape.

### Vol
L'ús d'escombres encantades per a volar, aquestes lliçons probablement siguin dictades només per als alumnes de primer any.
La Madam Hooch és l'actual professora de Vol. També fa d'àrbitre per a molts dels partits de Quidditch descrits als llarg dels llibres. No obstant això, de vegades un altre membre del personal de Hogwarts es fa càrrec d'aquesta tasca, per exemple en Severus Snape que va dirigir el partit Hufflepuff-Gryffindor durant el primer any d'en Harry.

### Aparetratge
Aquesta assignatura és opcional i les lliçons costen 12 galions. L'Aparetratge és l'art de màgicament desaparèixer d'un lloc i instantàniament reaparèixer en un altre. Requereix una llicència i només pot ser realitzada legalment per mags o bruixes majors d'edat (17 anys o més). És molt perillós si no es realitza correctament: algunes parts del cos poden ser deixades endarrere, un desafortunat efecte secundari conegut com "escindir-se". En Ron Weasley tornà a aprovar el seu examen d'Aparetratge després de deixar endarrere mitja cella. Un incident més sever li havia ocorregut anteriorment a la Susan Bones quan es va escindir greument, perdent una cama, encara que afortunadament el personal de Hogwarts va poder solucionar el problema sense complicacions.
Els estudiants de Hogwarts que ja tenen 17 anys o els compleixen durant l'any escolar, poden tenir un curs d'Aparetratge de dotze setmanes de durada que comença poc després de les vacances de Nadal. En Ron, l'Hermione, en Vincent Crabbe, en Gregory Goyle i en Neville Longbottom van fer les classes en el seu sisè any, que van ser dictades per en Wilkie Twycross, un instructor aprovat per la Conselleria. En Ron va fallar la prova inicial per escindir-se lleument, mentre que l'Hermione va aprovar de manera impecable. En Draco Malfoy, en Harry Potter, i l'Ernie Macmillan són alguns dels estudiants de sisè any que han d'esperar més temps perquè compleixen els anys més tard.

## Exàmens
- Els GNOM (Graduat de Nivell Ordinari en Màgia), són per als alumnes de cinquè curs a Hogwarts. Depenent de les qualificacions obtingudes en els GNOM, un alumne podrà triar quins MAG li convindria fer per a preparar el seu futur ofici, ja sigui en el món màgic o (sense la necessitat de cap MAG), o en el món muggle.

- Els MAG (Màgia d'Alta Graduació) són per als alumnes de Hogwarts en finalitzar el setè curs. L'únic requeriment conegut per a ser alumne de MAG és haver obtingut alguna MHB. També es demana als alumnes de MAG que realitzin sortilegis no verbals.